# 콘택트 브레이커

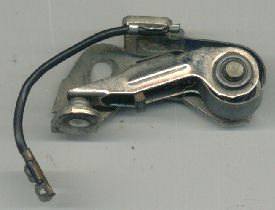
브레이커 암.

콘택트 브레이커(contact breaker)는 전기 회로의 접점을 단속시켜 고압 전류를 유도, 발생 시키는 장치이다.
자동차의 점화장치에도 사용되고 있다.